# Sonderkommando 7c
Sonderkommando 7c – niemiecki specjalny oddział zbrojny SS na froncie wschodnim podczas II wojny światowej.
Oddział został sformowany na przełomie czerwca/lipca 1941 r. pod nazwą Vorkommando Moskau. Na jego czele stanął szef Wydziału VII RSHA SS-Standartenführer Franz Alfred Six. Kolejnymi dowódcami byli: od końca sierpnia tego roku SS-Obersturmbannführer Waldemar Klingelhöfer, od pocz. października SS-Obersturmbannführer Erich Körting, zaś w grudniu SS-Standartenführer Friedrich Buchardt. Oddział działał na froncie wschodnim za oddziałami 4 Armii Pancernej. Jego szlak bojowy wiódł przez Smoleńsk, Rosław, Juchnow, Medyń i Małojarosławiec. Brał udział w likwidowaniu Żydów i miejscowej ludności. Głównym zadaniem oddziału było jednak wejście do Moskwy wraz z przednimi oddziałami niemieckimi, w momencie zdobywania miasta, a następnie opanowanie i zabezpieczenie najważniejszych obiektów. Członkowie oddziału mieli przejąć m.in. archiwa Wszechzwiązkowej Partii Komunistycznej (bolszewików) i Kominternu. Ponadto mieli prowadzić aresztowania czołowych wojskowych i przywódców komunistycznych na podstawie sporządzonych jeszcze przed atakiem na ZSRR list likwidacyjnych. W skład oddziału wchodziła też pewna liczba „wschodnich” kolaborantów. Po odrzuceniu Niemców spod Moskwy pod koniec 1941 r. w wyniku kontrofensywy Armii Czerwonej, Vorkommando Moskau powróciło w styczniu 1942 r. do okupowanego Rosławla, gdzie przeszło reorganizację i przemianowano je na Sonderkommando 7c. Dowodzenie objął SS-Sturmbannführer Wilhelm Bock. Jej zadania zrównano z zadaniami pozostałych sonderkommand SS. Oddział zajmował się m.in. selekcjonowaniem sowieckich jeńców wojennych w rejonie Smoleńska. Od początku czerwca 1942 r. oddziałem dowodził SS-Obersturmführer Ernst Schmücker, od końca sierpnia tego roku SS-Hauptsturmführer Wilhelm Blühm. Po jego śmierci ostatnim dowódcą od końca lipca 1943 r. był SS-Standartenführer Hans Eckhardt. We wrześniu tego roku – po ciężkich walkach frontowych z nacierającą Armią Czerwoną – oddział został przeniesiony na tyły, a następnie rozformowany pod koniec tego miesiąca. Ocaleli członkowie przeszli do Sonderkommando 7a.